# Allgäu-Gymnasium Kempten
Das Allgäu-Gymnasium Kempten (Abkürzung: AG) ist eines von drei staatlichen Gymnasien in Kempten (Allgäu) in Bayern. Es wurde im Jahre 1833 gegründet und wurde im Schuljahr 2023/24 von 970 Schülerinnen und Schülern besucht.

## Geschichte

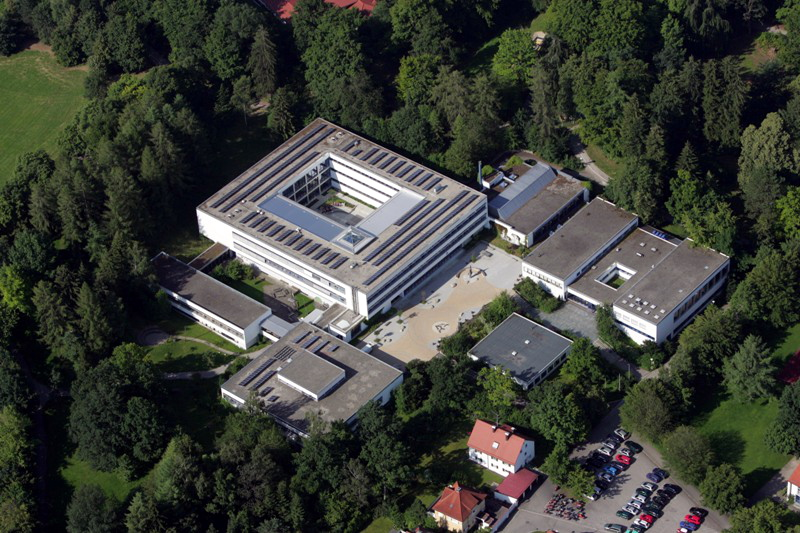
Luftaufnahme des 1969 eingeweihten Schulgebäudes

Das heutige, im Jahr 1965 gegründete Allgäu-Gymnasium ist der Nachfahre mehrerer an anderer Stelle gelegenen höher positionierten Schulen.

### Provisorische Schulgebäude
Das Gymnasium basiert auf der Gründung einer Landwirtschafts- und Gewerbeschule in Teilen des ehemaligen Schmiedezunfthauses in Kempten im Jahr 1833. Ab März 1834 wurde die Schule im südwestlichen Flügen der ehemaligen Fürstäbtlichen Residenz untergebracht. Unterrichtet wurden hier zwei Schulstufen. 1851 wurde mit der dritten Schulstufe die Institution zur „vollständigen Schule erster Klasse“ befördert.

### Lyzeum am Stadtpark

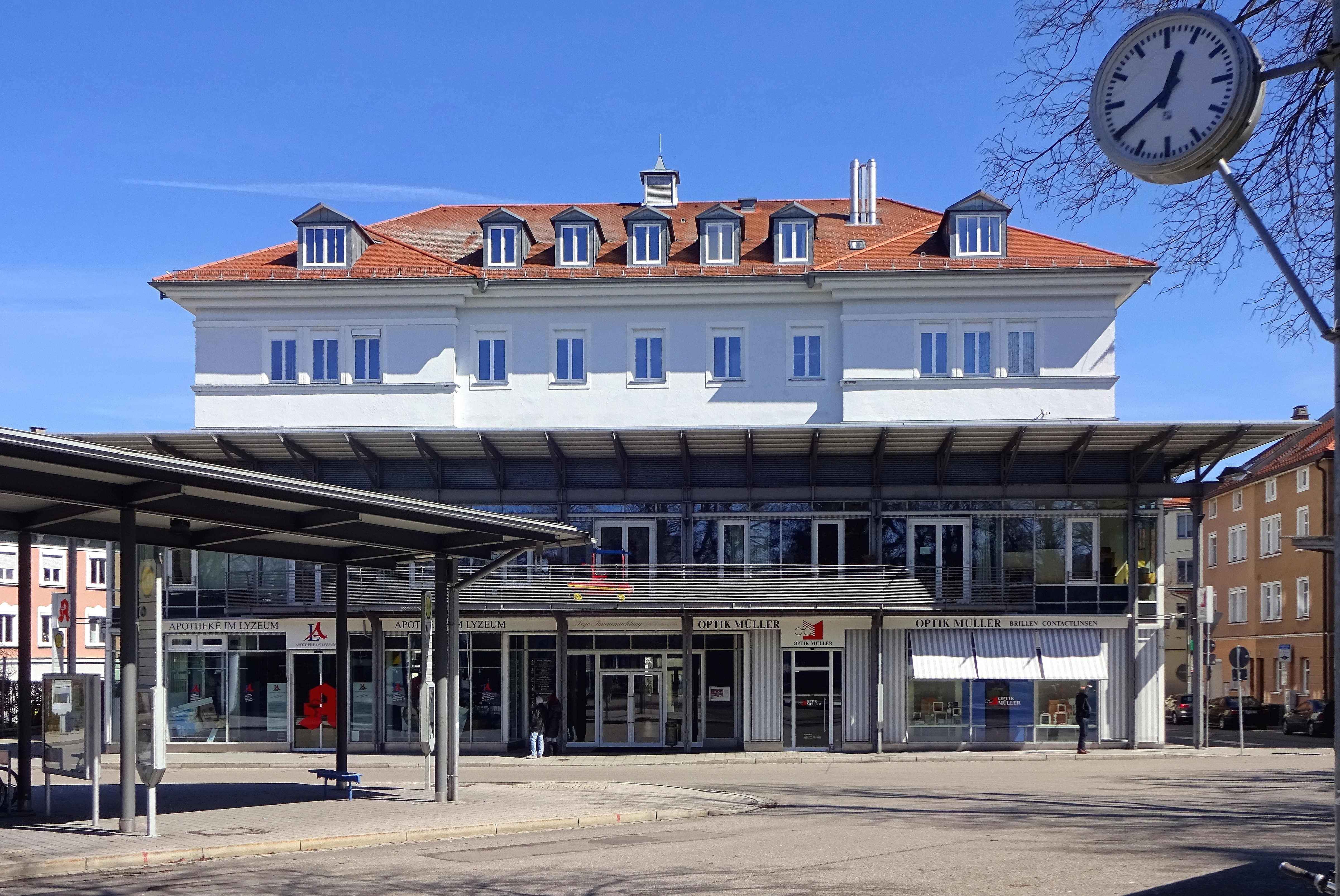
Lyzeum am Stadtpark, heute Sitz von Arztpraxen, Geschäften und Büros

1857 wurde das Lyzeum an der Schwaigwiese (heute Albert-Wehr-Platz) bezogen. Hierbei wurde eine kaufmännische Fachrichtung etabliert. 1864 wurde die Schule in Königliche Gewerbs- und Handelsschule umbenannt. Der landwirtschaftliche Unterricht wurde dementsprechend aufgegeben. Einen großen Umbau vollzog man 1874 am Schulhaus mit dem Ausbau des dritten Stockwerks.
Mit der Ausdehnung des Schulbesuchs von drei auf sechs Jahre konnten die Schüler ein schriftliches Examen, die „Absolutorial-Prüfung“ ablegen. Mit dieser Änderung wurde die Schule 1877 zur Königlich Bayerischen Schule umbenannt. Die Handelsschule wurde hierbei aufgegeben.
1903 wurde die Handelsabteilung wieder eingeführt, infolgedessen wurde die Schule in Königliche Realschule mit Handelsabteilung umbenannt.

### Schulgebäude an der Salzstraße

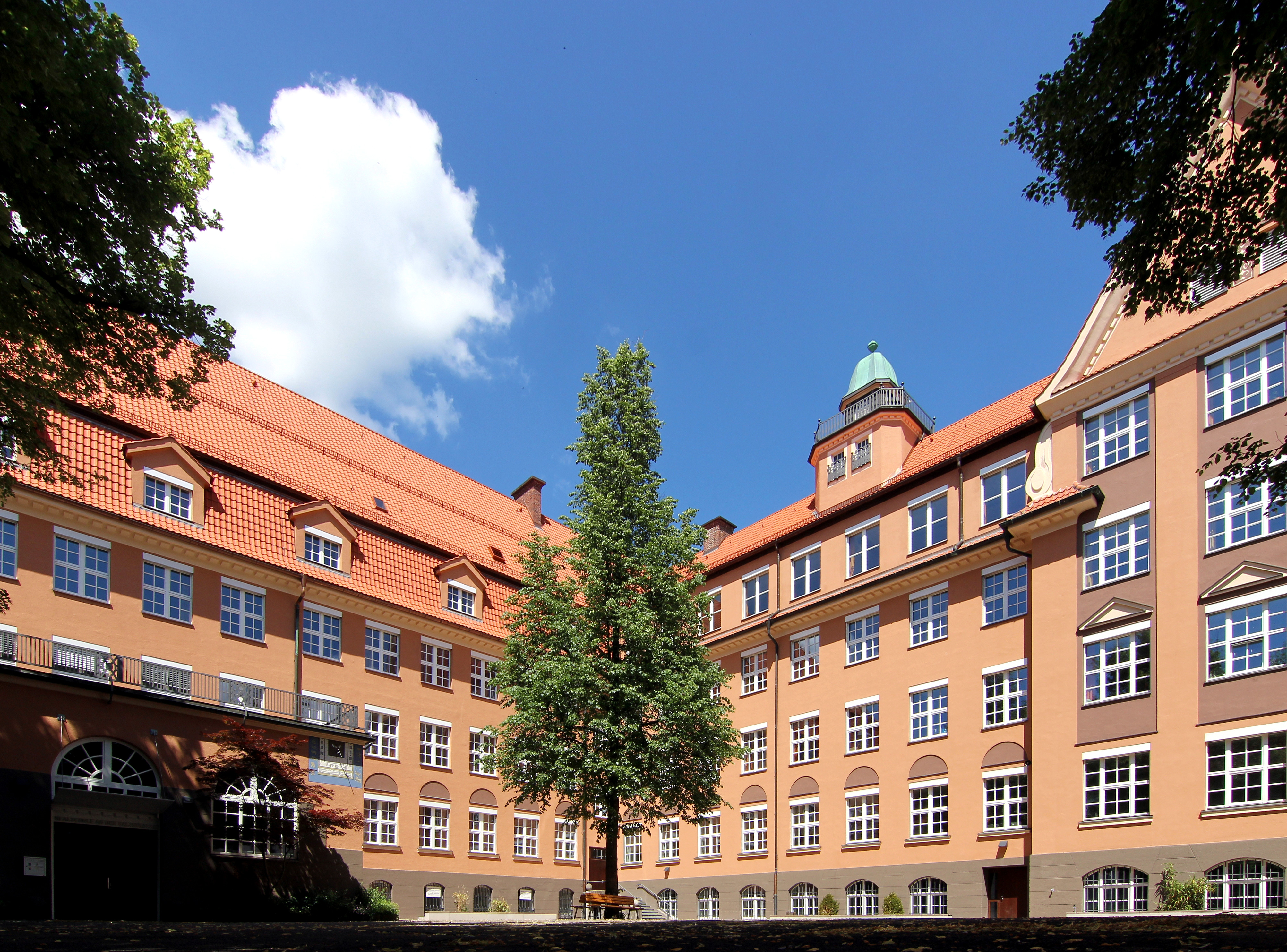
Von 1915 bis 1969 Schulgebäude des Gymnasiums. Seit 1969 befindet sich hier die Realschule an der Salzstraße.

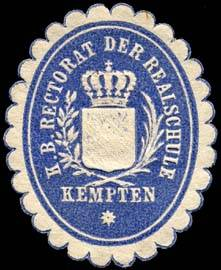
Siegelmarke des Königlich Bayerischen Rektorats der Realschule

1910 kam die Entscheidung ein neues Schulhaus zu bauen. Man entschied sich, das neue Schulgebäude nur wenige hundert Meter vom bisherigen zu errichten. Das neue winkelförmige, von den Architekten Heydecker entworfene Gebäude wurde 1914/15 errichtet. Ein Jahr darauf wurde die Schule in Königliche Ludwigs-Realschule mit Handelsabteilung umbenannt. Im Jahr 1922 durften erstmals Schülerinnen unterrichtet werden. 1923 wurde die Realschule zur 9-stufigen Oberrealschule erhoben. Hierbei wurden Englisch und Französisch als Unterrichtsfächer angeordnet.
1938 wurde die Oberrealschule zur Oberschule in grundständiger Form tituliert. Latein wurde hierbei als zweite Fremdsprache eingesetzt. Da Mädchen das Abitur an der Mädchenschule erwerben konnten, wurden seit dem Sommer 1939 wieder ausschließlich Jungen an der Oberrealschule unterrichtet. Deswegen wurde die Schule 1940 in Oberrealschule für Jungen umbenannt. 1944 kam es zu keiner Reifeprüfung für das Abitur mehr, da viele Schüler und Lehrer in den Kriegsdienst einberufen worden sind.
Wegen ständiger Tieffliegerangriffe wurden alle Schulen in Kempten ab dem 13. April 1945 geschlossen. Von September 1941 bis 1945 fielen während Kampfhandlungen des Zweiten Weltkriegs mindestens 124 Schüler. Am 28. April 1945 wurde das Schulgebäude an der Salzstraße durch die US-amerikanische Besatzung beschlagnahmt. Das Schulgebäude diente von da an als Unterkunft für Geflohene und Vertriebene aus Mittel- und Osteuropa.
Am 29. Oktober 1945 wurde der Unterricht für die ersten vier Klassen mit 424 Schülern in der Illerschule an der Illerstraße fortgesetzt. Infolge von Mangel an Kohle zum Heizen musste die Schule von Weihnachten bis Mitte Februar geschlossen bleiben. Ab dem 1. Oktober 1946 erfolgte der Unterricht wieder im Schulgebäude an der Salzstraße mit über 690 Schülern. Seit 1943 findet im Jahr 1947 zum ersten Mal die Reifeprüfung statt. Im gleichen Jahr kam auch die Einrichtung zweier Schulzweige zustande:
- Sprachlicher Zweig (mit Latein als zweite Fremdsprache)
- Mathematisch-naturwissenschaftlicher Zweig (mit Französisch als zweite Fremdsprache)

Am 8. Juli 1947 erschien die erste Schülerzeitung „Der Tintenfisch“. 1951 wurde die 9. Jahrgangsstufe wieder eingerichtet und zwei Jahre später wieder Mädchen in der Schule aufgenommen, vorerst aber nur für die Oberstufe. Mit dem real-gymnasialen Zweig mit den Fremdsprachen Englisch, Latein und Französisch wurde 1962 ein dritter Zweig eingeführt. Zwei Jahre später durften Mädchen unbeschränkt die Oberrealschule besuchen. Am 23. Oktober 1965 wurde die Oberrealschule in Allgäu-Gymnasium umbenannt.

### Schulgebäude am Haubenschloß

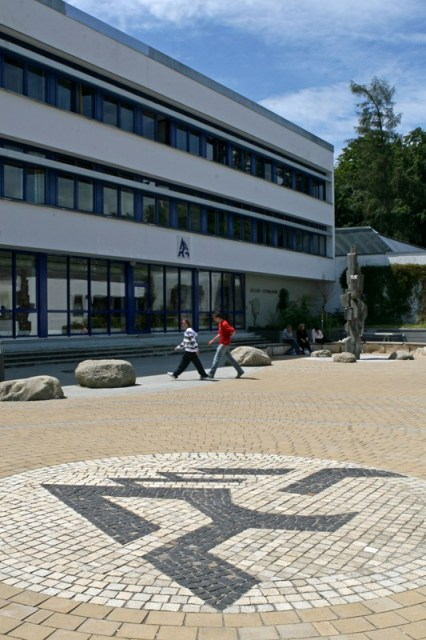
Nordpausenhof
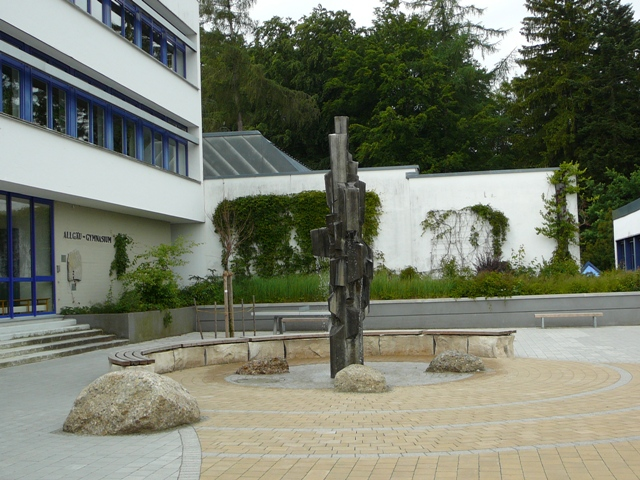
Brunnen im Nordpausenhof

Am 3. Oktober 1969 wurde das neue Schulgebäude am Haubenschloß eingeweiht. Mit dem Bau des heutigen Schulhauses verschwand ein großer Teil des Hoefelmayrparks von der Landkarte. Hier wurden zunächst etwa 1000 Schüler unterrichtet. 1974 wurde ein Erweiterungsbau errichtet und das Studienseminar mit den Fächern Sport, Biologie und Kunsterziehung eingeführt. Im Schuljahr 1977/78 stieg der Mädchenanteil zum ersten Mal über 30 Prozent. Seit 1978 wird die Schulküche ehrenamtlich von Eltern und Lehrern organisiert. 1980 wurde der Pavillons mit vier Klassenzimmern eingerichtet. Im Schuljahr 1981/82 erreichte das Allgäu-Gymnasium mit 1655 die größte Schülerzahl seiner Geschichte. 1987 wurde Spanisch als Wahlpflichtfach eingeführt.
Im Schuljahr 1999/2000 wurde das Europäische Gymnasium eingerichtet. 2006 kam das Studienseminar für die Fächer Mathematik und Physik. Im gleichen Jahr erfolgte die Fertigstellung eines Erweiterungsbaus. 2008 erhielt die Schule das Studienseminar für die Fächer Geographie und Spanisch, weitere Studienseminar beispielsweise für Englisch folgten. 2015 wurde die Schule mit neuen Fachräumen für Physik und Chemie ausgestattet sowie die Außensportanlage modernisiert.

## Schülerzahl
| Anzahl Schüler zu Schuljahresbeginn | 1.223 | 1.218 | 1.266 | 1.300 | 1.326 | 1.311 | 1.320 | 1.238 | n.a.1 | n.a.1 | n.a.1 | n.a.1 | 965 |

1 Für diese Jahrgänge liegen keine Daten vor.

## Profil
Es werden zwei Ausbildungsrichtungen des Bildungsgangs (G8) angeboten:
- Naturwissenschaftlich-technologisches Gymnasium
- Sprachliches Gymnasium mit neusprachlichem Zweig (Englisch, Französisch, Latein, Spanisch)

Das Allgäu-Gymnasium bietet folgende Fremdsprachen an:
- Englisch
- Latein
- Französisch
- Spanisch

Im Französischunterricht gibt es die Möglichkeit, das DELF-Sprachzertifikat zu erwerben.

## Nachmittagsangebote
Am Allgäu-Gymnasium werden eine Vielzahl von Wahlfächern am Nachmittag angeboten, unter anderem zwei Schulchöre, Orchester, diverse Sportgruppen, eine Videogruppe und Textverarbeitung.

## Partnerschaften
Das Allgäu-Gymnasium unterhält Partnerschaften mit regelmäßigen Schüleraustauschen mit:
- dem Lycée Ledoux in Besançon (Frankreich),
- der Deutschen Schule in Santiago de Chile,
- dem IES Jorge Guillén, aus der andalusischen Küstenstadt Torrox.

Eine ehemalige Schulpartnerschaft des Gymnasiums mit regelmäßigen Schüleraustauschprogrammen bestand von 1964 bis 1970 mit dem Lycée Technique in Creil in Frankreich.

## Ehemalige an der Schule

### Ehemalige Schüler
- Claude Dornier (1884–1969), Flugzeugkonstrukteur
- Edmund Veesenmayer (1904–1977), Deutscher Staatsrechtler
- Alfred Weitnauer (1905–1974), Schriftsteller, Historiker und Volkskundler
- Otto Scherzer (1909–1982), Physiker
- Edmund Veesenmayer (1904–1977), Staatsrechtler und verurteilter NS-Politiker
- Hans Merkt (1915–1991), Volkswirt und Politiker (CSU), MdL
- Werner Hofmann (1931–2016), Jurist und bayerischer Senator
- Kurt Sieber (* 1936), Politiker (FDP), Mitglied des Bayerischen Landtags
- Reinhard Furrer (1940–1995), Astronaut, Physiker, Pilot
- Günter Wirth (* 1940), Politiker (SPD), MdL
- Elke Herrmann (1942–2009), Moderatorin
- Ernst Aichner (* 1943), Militärhistoriker
- Thomas Kreuzer (* 1959), Politiker (CSU), MdL
- Alexander Thumfart (1959–2022), Politikwissenschaftler und Politiker (Grüne)
- Peter von Haller (* 1961), Kameramann

### Ehemalige Lehrer
- Max Förderreuther (1857–1933), Rektor von 1909 bis 1911, davor lange Zeit Lehrer und Professor
- Franz Xaver Unterseher (1888–1954), Maler und Medailleur
- Richard Knussert (1907–1966), Historiker
- Josef Rottenkolber (1890–1970), Historiker
- Gottlob Schüßel (1892–1967), Kunsterzieher